# مویرا، شهرستان داون
مویرا (به انگلیسی: Moira) یک روستا در بریتانیا است که در شهرستان داون واقع شده‌است. مویرا ۴٬۲۲۱ نفر جمعیت دارد.